# والنتانو
والنتانو (به ایتالیایی: Valentano) یک کومونه در ایتالیا است که در استان ویتربو واقع شده‌است.

## خصوصیات
والنتانو ۴۳٫۲۹ کیلومترمربع مساحت و ۲٬۸۹۷ نفر جمعیت دارد و ۵۳۸ متر بالاتر از سطح دریا واقع شده‌است.